# Palau dels Berga
El Palau dels Berga o Fàbrica de Palos és un antic palau residencial de la família Berga, a la sortida de la localitat del Forcall (Ports de Morella), al marge dret del riu Morella, al lloc on s'uneix amb el riu Cantavella. Realment, en aquest lloc s'uneixen al riu Bergantes el Caldés que neix al nord de Castellfort i el Cantavieja, que té els seus orígens a les serres que envolten la població terolenca de Cantavieja. D'aquesta manera es dona lloc a tres braços de riu que presenten una forma de trident, fenomen dona nom a la població: el Forcall. A més, és en aquest lloc on el riu canvia la direcció del seu curs, de Sud a Nord, de manera que aboca les seves aigües en el Guadalop, que al seu torn fer-ho en les de l'Ebre. Està declarat, per declaració genèrica, com bé d'interès cultural, no presentant anotació ministerial, identificant pel codi: 12.01.061-005.

## Arquitectura
El palau dels Berga al Forcall és en realitat un conjunt d'edificis que al llarg de la història han tingut diferents usos i utilitats. El palau i el molí poden considerar com els elements arquitectònics més antics del conjunt.
Pertanyia a la família Berga a 1568, i ja se li coneixia com a Palau d'En Mallades; deixant d'utilitzar-lo com residència a partir de 1756, any en què el lloguen a José Frasno. La família dels Berga, originària de Gascunya, es dedicava al comerç de gra a l'engròs i va exercir el càrrec de recaptador dels Delmes del poble per al Bisbat de Tortosa, al qual pertanyia.
En el conjunt des d'un inici hi havia un molí, fariner en el seu origen, que es va utilitzar més tard, per a la maquinària de la fàbrica (fàbrica de tèxtils Palos), que es va instal·lar en part dels edificis del complex.
Es poden contemplar les parts del molí i els accessoris que s'utilitzaven per obtenir energia per mobilitzar la maquinària de la fàbrica tèxtil. El palau residencial es construeix amb posterioritat al molí, i de l'edifici original queda l'austera façana de fàbrica de carreus, que permet distingir l'estructura d'una arquitectura típicament gòtica. La façana presenta finestrals i un escut heràldic datat al segle xvi, cap a 1540, que està també considerat com bé d'interès cultural, segons la Generalitat Valenciana. El palau tenia una capella que se situava al lateral dret.
Respecte a l'interior, encara poden observar-se portes i teginats molt artístics. El palau es va acabar afegint, al segle xvii un cos superior amb tàpia i una lògia que imita clarament la façana del palau dels Osset, que es troba al nucli poblacional del Forcall, i està catalogat com Bé Immoble de Rellevància Local.
Va ser ja entrat el segle xix, a 1850, quan Francesc Palos Guarch, trasllada la seva fàbrica tèxtil a la masia dels Berga. Per poder fer més fàcil la feina es duen a terme treballs de construcció d'edificis auxiliars d'ús industrial, arribant a tenir fins a 50 treballadors.
En un primer moment la zona es dedicava econòmicament l'aprofitament de la llana de les ovelles de les masies del voltant. Encara que en aquesta masia l'activitat principal era la del molí de gra. Això canvia quan s'instal·la la família Palos la qual transforma en fàbrica tèxtil l'activitat principal. Primerament es dediquen al filat, després a teixir i al final es transforma en una fàbrica de lones, activitat que va seguir exercint fins a finals del segle xx.
La importància de la fàbrica tèxtil va ser tal que la família va tenir prou influència per a aconseguir que es dugués a terme un canvi en el traçat de la carretera a Morella.
Actualment està en ruïnes i en les seves instal·lacions s'han construït uns corrals.